# Věchet a spol.
Věchet a spol. byla malá firma vyrábějící automobily z Rakouska-Uherska, usídlená ve středočeském Nymburce. Jejím zakladatelem se roku 1910 stal strojní zámečník Vojmír Věchet.

## Historie společnosti

### Vznik
Vojmír (též Mojmír) Věchet získával pracovní a konstrukční zkušenosti v nymburských železničních opravnách Rakouské severozápadní dráhy a v mladoboleslavské společnosti Laurin & Klement (později Škoda Auto), posléze vyrábějící motocykly a automobily. V letech 1906 až 1908 si v Nymburce pro vlastní potřebu vyrobil motocykl s postranním vozíkem (tzv. sajdkára). V roce 1910 založil vlastní firmu, která v roce 1911 začala s kusovou výrobou automobilů pod značkou Věchet.

### Vozidla
První model byl DC 10/12 HP. O pohon se staral dvouválcový motor s ovládáním ventilů SV a výtlaku 1108 cm³. Aerodynamická torpédová karoserie měla místo pro tři osoby. Cena nového vozu činila 5000 rakousko-uherských korun.
Větší model FF 20/24 hp následoval v roce 1912. Pro čtyřválcový motor byl použit výtlak 2108 cm³. Dvojitá karoserie faeton nabízela prostor pro čtyři až šest osob. Cena nového vozu byla tentokrát 9000 korun.

### Zánik
Aktivity automobilové výroby definitivně ukončily události první světové války roku 1914, odchod Vojmíra Věcheta na frontu a přechod firmy na válečnou výrobu. Věchet se po válce přestěhoval do Hradce Králové, kde vlastnil autoopravnu a během 20. let 20. století se nadále věnoval konstrukci motorových vozidel v rámci nástupnické firmy Věchet & Flos, vyrábějící stacionární motory.